# شتاب زاویه‌ای

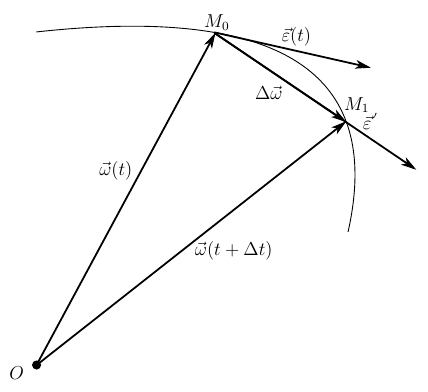
نمایی از طرح‌ و ساختار نمودار شتاب زاویه‌ای

شتاب زاویه‌ای برابر با آهنگ تغییر سرعت زاویه‌ای است. در دستگاه SI، واحد آن رادیان بر مجذور ثانیه است. این کمیت معمولاً با حرف یونانی α (آلفا) نمایش داده می‌شود.

## تعریف ریاضی
شتاب زاویه‌ای به صورت‌های زیر تعریف می‌شود:
{\displaystyle {\alpha }={\frac {d\omega }{dt}}={\frac {d^{2}{\theta }}{dt^{2}}}} ,
{\displaystyle {\alpha }={\frac {a_{T}}{r}}} ,
در این روابط {\displaystyle {\omega }} سرعت زاویه‌ای، {\displaystyle a_{T}} شتاب خطی مماس بر مسیر و {\displaystyle r} فاصله مکان مورد نظر تا مبدأ مختصات مورد استفاده است. این مقدار معمولاً برابر با شعاع دایره مماس بر مسیر در آن نقطه است.

## در معادلات حرکت
برای حرکت چرخشی در دوبعد (جهت بردار تکانه زاویه‌ای ثابت باشد) رابطه زیر بین شتاب زاویه‌ای و گشتاور از قانون دوم نیوتون به دست می‌آید:
{\displaystyle {\tau }=I\ {\alpha }}
که {\displaystyle {\tau }} گشتاور کل وارد به جسم و {\displaystyle I} گشتاور لختی جسم است.